# Dragonfly (wyszukiwarka internetowa)
Dragonfly – nieistniejący już prototyp wyszukiwarki internetowej stworzonej przez Google, opartej na zasadach cenzury internetu w Chinach. Wyszukiwarka była zaprojektowana w taki sposób, że wszelkie historie wyszukiwania były łączone z numerami telefonu użytkowników. Nie pokazywała w wynikach stron takich jak Wikipedia oraz tych publikujących informacje na temat wolności słowa, praw człowieka, demokracji, religii, oraz innych niewygodnych tematów dla rządu Chińskiej Republiki Ludowej. Użytkownik nie był powiadamiany, że wyniki, do których chciał uzyskać dostęp, są ocenzurowane.

## Historia

### Pierwsza edycja (google.cn / google.hk)
Relacje między amerykańską korporacją a rządem chińskim były napięte na długo przed uruchomieniem Dragonfly. Pierwsza edycja wyszukiwarki (google.cn) uruchomiona w 2006 roku była również oparta na cenzurze państwowej, jednak w porównaniu do Dragonfly, Google przypominał Chińczykom o tym, że niektóre wyniki generowane w odpowiedzi na poszczególne zapytania są usuwane.
W styczniu 2010 roku Google stało się ofiarą operacji Aurora, tj. serii cyberataków wymierzonych w główne amerykańskie firmy. Oprócz Google’a ofiarą padły również korporacje takie jak Yahoo, Adobe, Dow Chemical czy Morgan Stanley. Cyberprzestępcy wykradli kod źródłowy Google’a oraz uzyskały dostęp do skrzynek pocztowych na Gmailu, należących do znanych chińskich aktywistów ds. praw człowieka. W odpowiedzi, chińskojęzyczna edycja została przekierowana z google.cn do google.hk, gdzie cenzura wpływała w znacznie mniejszym stopniu na wyświetlane wyniki przynajmniej po stronie korporacji. Sergey Brin, ówczesny prezes spółki, twierdził w wywiadzie, że operacja Aurora była dodatkową motywacją do wycofania się z Chin, choć dodał, że pogorszenie stosunków i zwiększeń żądań do ocenzurowania treści firma zauważyła już po olimpiadzie w Pekinie (2008). Decyzja o wycofaniu z Chin spotkała się z krytyką aktywistów i światowych mediów, z czego jedna z teorii sugerowała, że zamknięcie google.cn zostało zaplanowane jako ruch przede wszystkim biznesowy, mający głównie ratować wizerunek Google i wycofanie z rynku, którego i tak nie byli w stanie podbić. Die Tageszeitung zauważył przy tym, że Google i tak zachował oddziały programistyczne i reklamowe w Chinach.

### Dragonfly
Opinia publiczna dowiedziała się o projekcie Dragonfly w sierpniu 2018 roku, gdy The Intercept ujawnił wewnętrzną notatkę od pracownika Google. Według tego samego artykułu, prace nad wyszukiwarką trwały od 2017 roku. Sama notatka mówiła o tym, że nowy system wyszukiwania miałby wymagać logowania się, a dane użytkowników, w tym ich lokalizacja, miały być dostępne dla chińskiego partnera. Kierownictwo przekazało, że projekt ten był we wczesnym stadium rozwoju i nie był on gotowy do uruchomienia w Chinach. Podczas prezentacji zorganizowanej w październiku 2018 roku przez Sundara Pichaia, stwierdził, że Google nie miał pewności co do możliwości lub chęci działania w Chinach, lecz było „ważnym drążyć dalej temat”. Prezes Google’a pochwalił prace nad prototypem, mówiąc, że Google potrafiło zwrócić dokładne wyniki wyszukiwania, na przykład tych dotyczących leczenia raka. Nawiązał przy tym do śmierci Wei Zexiego, która nastąpiła w wyniku przyjęcia eksperymentalnego leczenia raka, o którym się dowiedział z promowanego wyniku na Baidu.
Między listopadem a grudniem 2018 roku projekt miał zostać oficjalnie zamknięty. Kilku pracowników Google twierdziło wówczas, że Yonatan Zunger, inżynier pracujący od wielu lat w Google, już na pierwszych spotkaniach zwracał uwagę na zagrożenia dla wolności osób żyjących w Chinach wynikających z utworzenia Dragonfly w proponowanym kształcie. Obawy Zungera, który odszedł z firmy, zostały odrzucone przez szefostwo projektu, co potwierdziło 3 innych, anonimowych pracowników wciąż pozostających wówczas w Google. Kadra kierownicza na różne sposoby próbowała ukrywać szczegóły projektu, w tym nie robiąc zwyczajowych, papierowych notatek, a gdy w 2018 roku jedna z notatek wyciekła poza zespół, nakazano jej skasowanie z komputerów służbowych. W listopadzie 2018 roku, na platformie Medium, opublikowano list otwarty, w którym wystosowano postulat o porzuceniu projektu. Pracownicy podpisani pod tym listem twierdzili, że „rząd chiński mógłby wykorzystać istnienie takiego projektu do dalszego nadużywania praw człowieka”, przyłączając się do postulatu złożonego m.in. przez Amnesty International. Pod listem podpisało się ponad 700 osób pracujących w Google na różnych stanowiskach.
Według pracowników amerykańskiej korporacji, mimo ogłoszonego „zamknięcia”, prace były dalej kontynuowane, ponieważ jeszcze w 2019 roku wciąż przydzielony był budżet na rozwój projektu.
W lipcu 2019 roku Google poinformowało o oficjalnym zakończeniu prac nad projektem. Na przesłuchaniu zorganizowanym przez Komisję Sądową Senatu Stanów Zjednoczonych, Karan Bhatia poinformował o porzuceniu wszelkich prac nad Dragonfly.
O ile uruchomienie Dragonfly zostało odwołane, Google nie wykluczyło dalszych działań na terenie Chin w przyszłości. Bhatia dodał, że wszelkie decyzje o powrocie na rynek chiński zostaną podjęte wyłącznie po stosownych konsultacjach z głównymi akcjonariuszami.

## Potencjalny zysk oraz ryzyko
Od marca 2010 roku, gdy Google zaprzestało obsługę chińskiej wersji językowej poprzez google.cn, do 2018 roku, populacja Chińczyków mających dostęp do internetu wzrosła do 772 milionów użytkowników. Oznaczałoby to znaczny wzrost przychodów z tytułu ponownego wejścia na rynek chiński – niemniej, istniało również ryzyko pozostania w niszy chińskiego internetu, jako iż duopol dzierżyły wyszukiwarki Baidu oraz Sogou. Google, jako iż opiera swoje przychody w głównej mierze na reklamach, nie posiadało danych o Chińczykach sprzed prawie dekady, co też znacznie utrudniło realizację strategii wyświetlania reklam, przynajmniej na moment zapowiedzi powrotu na rynek chiński.
Google Dragonfly był zaprojektowany jako aplikacja na smartfony z Androidem – gdy była zainstalowana, Dragonfly mógł śledzić historię zapytań osób korzystających z tej wyszukiwarki. Rodziło to obawy wśród chińskich internautów, ponieważ gdy wyszukali pojęcie zabronione przez rząd chiński, mogło to spowodować potencjalne reperkusje prawne.
W ramach Dragonfly planowano również fałszować dokładność prognoz pogody oraz jakości powietrza dla chińskich użytkowników, sprawiając, że Chińczycy by byli gorzej poinformowani i bardziej obojętni w tym kontekście. Dane miały być pobierane od bliżej nieznanego źródła w Pekinie, oskarżonego o fałszowanie danych.

## Reakcje

### Krytyczne
Projekt Dragonfly został poddany surowej krytyce przez użytkowników, oraz ze strony pracowników Google’a. Wkrótce po opublikowaniu artykułu na portalu The Intercept ujawniającego szczegóły wyszukiwarki, 1 400 pracowników podpisało list otwarty postulujący o większą transparentność nie tylko Dragonfly, ale i też wszelkich projektów pod szyldem Google. 31 sierpnia 2018 roku Jack Poulson, jeden ze starszych specjalistów ds. uczenia maszynowego, zrezygnował ze swojej funkcji w ramach protestu. We wrześniu 2018, Amnesty International opublikował list otwarty adresowany do kierownictwa Google, potępiający niniejszy projekt. W liście wspomniano o „kapitulacji Google’a w walce o prawa człowieka” oraz nawoływano do rezygnacji z dalszego rozwoju Dragonfly. Ponieważ w Chinach obowiązuje system zaufania społecznego, rząd chiński może poprosić o wydanie wszelkich danych zebranych na temat obywateli (w tym historii wyszukiwania), żeby móc oszacować ich zdolność do praw obywatelskich. Eksperci teoretyzowali, że gdyby Dragonfly stał się rzeczywistością, Google mogłoby zacząć wydawać dane o chińskich internautach na żądanie rządu.
Po publikacji kolejnego tekstu przez The Intercept, w którym opisano podejrzenia na temat pominięcia podstawowych procedur bezpieczeństwa i prywatności projektu Dragonfly, Liz Fong-Jones, jedna z inżynierek Google’a napisała post na Twitterze proponujący organizację strajku pracowników z całego świata. Napisała, że „granica”, po której przekroczeniu strajk się odbędzie, dotyczyła uruchomienia wyszukiwarki w Chinach bez odbycia wszelkich procedur bezpieczeństwa, lub gdyby okazało się, że zespół ds. prywatności i bezpieczeństwa został zmuszony do akceptacji obecnych jego warunków. Uruchomiono również fundusz mający na celu wesprzeć finansowo pracowników Google’a, gdyby ci zrezygnowali z pracy – dla celów jego powołania zebrano ponad 200 000 dolarów.
W październiku 2018 roku Mike Pence, ówczesny wiceprezydent Stanów Zjednoczonych, nawoływał do natychmiastowego porzucenia prac nad projektem Dragonfly. W wystąpieniu podkreślił, że jeżeli Dragonfly zostałby uruchomiony, wzmocniłoby to cenzurę internetu w Chinach oraz mogłoby to naruszyć prywatność chińskich obywateli. Według senatora Marka Warnera, który w wystąpieniu z grudnia 2018 skrytykował zarówno rząd w Pekinie, jak i Google, Dragonfly jest dowodem na sukces Chin w rekrutowaniu zachodnich korporacji do realizowania celów rządu chińskiego w zakresie totalnej kontroli nad informacją.
Generał Joseph Dunford, pełniący funkcję przewodniczącego Kolegium Połączonych Szefów Sztabów, również skrytykował Google. Według niego nie do wyjaśnienia był fakt inwestowania w autokratyczny rząd Chin, wykorzystującym powszechną cenzurę mającą na celu wszelkie ograniczenie wolności słowa. Ostrzegł również przed zwiększeniem wpływów Rosji i Chin na Stany Zjednoczone, czego Google powinien za wszelką cenę unikać i zamiast tego współpracować z Pentagonem.

### Pozytywne
Mimo szerokiej krytyki pewna grupa pracowników Google poparła istnienie projektu. W listopadzie 2018 roku do redakcji TechCrunch wpłynął niepodpisany list nawołujący do kontynuowania prac nad Dragonfly, ponieważ projekt jest tożsamy z misją organizacji informacji z całego świata w taki sposób, żeby były użyteczne i dostępne dla każdego. W liście mimo wspomnienia, że Dragonfly jest w stanie wyrządzić potencjalnie większe szkody niż przynieść korzyści, mogłoby to też umożliwić odnalezienie odpowiedniej ścieżki wejścia na rynek chiński. Trzech anonimowych pracowników Google’a poparło istnienie Dragonfly, twierdząc, że potrzebny jest potencjalny konkurent dla dominującej wyszukiwarki jaką było wówczas Baidu (blisko 70% rynku).